# OTRS

Panel administracyjny

OTRS (Open-source Ticket Request System) – oprogramowanie open source umożliwiające obsługę przez firmę lub organizację tzw. systemu biletowego (zwanego także Helpdesk lub Service Desk). System taki umożliwia przypisywanie „biletów” (ang. ticket) do komunikacji z klientami wewnętrznymi (np. pracownicy firmy) i zewnętrznymi (np. posiadacze produktów firmy). Komunikacja może dotyczyć m.in. pytań i skarg od użytkowników, próśb o pomoc, zgłaszania awarii itd.

## Opis ogólny
OTRS jest systemem typu Helpdesk (Service Desk w terminologii ITIL), umożliwiającym koordynację wsparcia udzielanego klientom firmy lub organizacji. Historycznie system był przeznaczony głównie do obsługi zgłoszeń przychodzących przez email, ale umożliwia także łatwą rejestrację przez WWW, lub śledzenie zgłoszeń telefonicznych (call center).
Podobnie jak inne systemy tego rodzaju, OTRS umożliwia odpowiadanie na zgłoszenia pochodzące od klientów w sposób skoordynowany. Dla każdego zarejestrowanego zgłoszenia (niezależnie od sposobu rejestracji) tworzony jest „bilet”, który przejmuje jedna z osób obsługujących system, tym samym biorąc na siebie odpowiedzialność za korespondencję w danej sprawie. „Bilet” zawiera m.in. pełną historię zgłoszenia, kolejne pytania w wątku i historię komunikacji ze zgłaszającym, stan dyskusji (np. zamknięta z powodzeniem, bez powodzenia, odrzucona jako spam) oraz przypisanie do określonego „właściciela”.
Wewnętrzna organizacja systemu opiera się na kolejkach, w których przechowywane są bilety dotyczące różnych rodzajów spraw. Może ich być dowolna liczba. Typowe zastosowanie to stworzenie osobnych kolejek dla różnych produktów dla których organizacja świadczy wsparcie.
Bilety mogą być przekazywane pomiędzy członkami zespołów, lub pomiędzy kolejkami. System umożliwia także automatyczne przypisywanie nadchodzących zgłoszeń do kolejek na podstawie zdefiniowanych reguł, np. słów kluczowych w treści lub temacie.
System rozdziela użytkowników na dwie grupy: Użytkowników (ang. User), korzystających z systemu do rejestracji swoich zgłoszeń, oraz pracowników wsparcia zwanych Agentami. OTRS ma rozbudowany system uprawnień, pozwalający na przypisywanie Użytkowników i Agentów do grup, ról, oraz nadawanie uprawnień do poszczególnych kolejek.
OTRS jest wyposażony w dwa interfejsy WWW:
- Panel Klienta, przeznaczony dla Użytkowników
- Panel Agenta, przeznaczony dla osób świadczących wsparcie

Jako osobny moduł dostępny jest interfejs FAQ (najczęściej zadawane pytania).
Innym istotnym modułem jest OTRS::ITSM, dodający do systemu obsługę procesów zgodnie z metodologią ITIL, czyniąc go tym samym potężnym narzędziem dla działów IT w przedsiębiorstwach. Zgodnie z deklaracjami producenta system jest w pełni zgodny z wytycznymi metodologii ITIL.
W październiku 2009 r. w 27 różnych wersjach językowych na świecie działało ponad 70 tys. instalacji. OTRS jest wykorzystywany m.in. przez społeczność Wikipedii.

## Historia
Strona twórców oprogramowania OTRS.org powstała w roku 2001.
| Wersja | Data       | Komentarz |
| ------ | ---------- | --- |
| 0.5    | 2002-04-09 | Pierwsza oficjalna wersja, funkcjonująca w miarę poprawnie, ale posiadająca wiele błędów.                                                                                               |
| 1.0    | 2003-02-14 | Po dwóch latach rozwoju, powstała pierwsza stabilna wersja systemu. |
| 1.1    | 2003-05-01 | Wiele poprawek w panelu obsługi. |
| 1.2    | 2004-02-16 | 5 nowych wersji językowych, nowy system tworzenia FAQ-ów, wsparcie dla utf-8 i obsługa jednokrotnego logowania (Single Sign On).                                                        |
| 1.3    | 2004-09-22 | Nowy system statystyki i dodanie obsługi stref czasowych. |
| 2.0    | 2005-08-01 | Wypuszczona po 5 latach rozwoju systemu. Dodano obsługę kluczy PGP, S/MIME, i oparto bazę danych na formacie XML. Dodano managera dodatków do systemu.                                  |
| 2.1.x  | 2006-10-05 | Poprawiono ogólną wydajność o 10%, a wyszukiwania o 50%. Poprawiono wsparcie dla Microsoft SQL Server, obsługę kalendarzy oraz współpracę z LDAP, rozszerzono wsparcie dla formatu PDF. |
| 2.2.x  | 2007-07-02 | Wsparcie dla Usług oraz umów SLA. Poprawki różnych błędów, w tym błędów bezpieczeństwa.                                                                                                 |
| 2.3.x  | 2008-08-04 | Kilka usprawnień wydajnościowych |
| 2.4.x  | 2009-07-22 | Poprawki kilkudziesięciu błędów |
| 3.0.x  | 2010-11-15 | Nowe wydanie. Całkowicie zmieniony wygląd. |
| 3.1.x  | 2012-02-14 | Optymalizacja struktury bazy danych – poprawiono dynamiczne pola z danymi o wiadomościach                                                                                               |
| 3.2.x  | 2013-01-29 | Poprawa kilkudziesięciu błędów. Centrum informacji o kliencie |
| 3.3.x  | 2013-11-12 | Konfigurowalne sortowanie wiadomości na widoku kolejek. Moduł kalendarza wydarzeń. Szybkie oznaczanie wybranych wiadomości. Hierarchiczna lista kolejek z wyszukiwarką.                 |

## Technologia
Od samego początku OTRS został zaimplementowany w Perlu jako skrypt CGI. Interfejs użytkownika zyskał na „przyjazności” dzięki zastosowaniu JavaScriptu, choć JavaScript można wyłączyć ze względu na bezpieczeństwo. System jest instalowany na serwerze. Po stronie Użytkowników i Agentów potrzebna jest zwykła przeglądarka internetowa.
Budowa wewnętrzna systemu jest zorganizowana w sposób modułowy, dzięki czemu nowe funkcjonalności można stosunkowo łatwo dopisać i zintegrować z systemem jako osobne moduły. Interfejs użytkownika można dostosowywać do swoich potrzeb przy pomocy wewnętrznego języka systemu zwanego DTL (Dynamic Template Language).
OTRS współpracuje z DB2, MySQL, Oracle i PostgreSQL. System może być uruchomiony na większości systemów o architekturze UNIX-o podobnej (Linux, Mac OS X, FreeBSD itp.) a także na Microsoft Windows.
Skalowalność systemu OTRS można zwiększyć przy użyciu modułu mod perl dla serwera Apache, lub też rozdzielając bazę danych i serwer aplikacji na osobne maszyny.
OTRS w wersji na środowisko UNIXowe jest dobrze zintegrowany z innymi narzędziami obsługi ruchu mailowego, takimi jak Postfix czy procmail.
W 2013 kod źródłowy systemu OTRS został udostępniony w serwisie GitHub.